# Konstelacje (album)
Konstelacje – dziewiąty album studyjny polskiej piosenkarki Katarzyny Groniec. Wydawnictwo ukazało się 28 kwietnia 2023 nakładem wytwórni muzycznej Warner Music Poland.
Album jest utrzymany w stylu muzyki pop. Składa się z wersji standardowej (1 CD).
Promocję Konstelacje rozpoczęto w lutym 2023, wraz z premierą pierwszego promującego singla – „Ballada o Evelyn McHale”. 22 marca wydany został drugi utwór, „Calm down”.

## Lista utworów
Opracowano na podstawie materiału źródłowego.
| Konstelacje – Wersja standardowa | Konstelacje – Wersja standardowa           | Konstelacje – Wersja standardowa     | Konstelacje – Wersja standardowa    | Konstelacje – Wersja standardowa |
| Nr                               | Tytuł utworu                               | Słowa                                | Muzyka                              | Długość                          |
| -------------------------------- | ------------------------------------------ | ------------------------------------ | ----------------------------------- | -------------------------------- |
| 1.                               | „Ku światłu” (gościnnie: Irena Santor)     | Katarzyna Groniec                    | Katarzyna Groniec, Tomasz Waldowski | 4:20                             |
| 2.                               | „Ballada o Evelyn McHale”                  | Katarzyna Groniec                    | Katarzyna Groniec                   | 2:22                             |
| 3.                               | „Konstelacje” (gościnnie: Barbara Wrońska) | Katarzyna Groniec                    | Barbara Wrońska                     | 5:09                             |
| 4.                               | „Calm down”                                | Katarzyna Groniec, Piotr Wojtanowski | Piotr Wojtanowski                   | 3:47                             |
| 5.                               | „Do domu”                                  | Barbara Wrońska                      | Barbara Wrońska                     | 4:25                             |
| 6.                               | „Ratunku!”                                 | Katarzyna Groniec                    | Katarzyna Groniec                   | 4:21                             |
| 7.                               | „Nie ma nieba”                             | Katarzyna Groniec                    | Tomasz Waldowski                    | 5:02                             |
| 8.                               | „Na pohybel”                               | Katarzyna Groniec                    | Barbara Wrońska                     | 3:33                             |
| 9.                               | „Kto”                                      | Katarzyna Groniec                    | Katarzyna Groniec, Tomasz Waldowski | 3:44                             |
| 10.                              | „Zostaw”                                   | Katarzyna Groniec                    | Tomasz Waldowski                    | 3:33                             |
| 11.                              | „Lux”                                      | Katarzyna Groniec                    | Barbara Wrońska                     | 1:56                             |
|                                  |                                            |                                      |                                     | 42:12                            |